# Nadine Jürgensen
Nadine Jürgensen (* 15. August 1982) ist eine Schweizer Unternehmerin, Journalistin und Juristin. Im Zusammenhang mit Vorsorge- und Finanzthemen wurde Jürgensen schweizweit von  Medien als Expertin hinzugezogen.

## Leben und Wirken
Jürgensen wuchs in Meilen auf und besuchte das Realgymnasium Rämibühl in Zürich. Nach der Matura studierte sie an der Universität Freiburg (Schweiz), an der ESADE in Barcelona und in Luzern Rechtswissenschaften. Ihr Studium schloss sie mit «Magna cum laude» ab. Danach arbeitete Jürgensen als Substitutin bei einer Zürcher Wirtschaftskanzlei und an den Glarner Gerichten als Gerichtsschreiberin. Die Glarner Anwaltsprüfung bestand sie 2010.
Daraufhin ging sie an die Falkenstrasse zur Neuen Zürcher Zeitung. Von 2010 bis 2016 arbeitete sie als Inlandredaktorin mit Zeichnungsberechtigung und Moderatorin bei der NZZ. In ihren Dossiers, besonders aber in der Gesellschaftspolitik, gelang es ihr, immer wieder Themen zu setzen und kritisch zu kommentieren, so etwa zur Elternzeit, der Heiratsstrafe und der Individualbesteuerung. Für die nationalen Wahlen 2015 konzipierte sie die Wahlsendung «Wahlbistro» mit zahlreichen Gästen. Im gleichen Jahr war Jürgensen Teil einer grossangelegten medialen Kampagne der NZZ.
Zwischen 2016 und 2018 schrieb sie die Kolumne „Res Publica“ im Schweizer Monat und war seither auch als freie Journalistin und Moderatorin tätig. Von Januar 2018 bis Dezember 2023 war sie Mitglied der unabhängigen Beschwerdeinstanz von Radio und Fernsehen. 2021 gründete Jürgensen zusammen mit Patrizia Laeri und Simone Züger das Finanzunternehmen ellexx universe AG. Sie schreibt seit Oktober 2022 zweiwöchentlich eine Kolumne im Magazin des Tages-Anzeigers.
Jürgensen hat zwei Töchter und lebt mit ihrem Mann und den Kindern in Zumikon. Sie ist eine einflussreiche Stimme für politische Gleichberechtigung in der Schweiz und Co-Präsidentin des Vereins WE/MEN.

## Politik
2023 kandidierte Nadine Jürgensen erstmalig für die FDP des Kantons Zürich für den Nationalrat. Jürgensen erreichte 49'975 Stimmen und rückte acht Plätze vor, wurde jedoch nicht gewählt. Sie ist Mitglied des Vorstands der FDP in Zumikon.

## Gründung der Finanzplattform ellexx
Nadine Jürgensen ist Mitbegründerin der Finanzplattform ellexx, zusammen mit Patrizia Laeri und Simone Züger. Sie ist sowohl als COO wie auch als Verwaltungsratspräsidentin des Unternehmens tätig. Das Fintechunternehmen informiert über Finanzlücken im Leben von Frauen, bietet Finanzbildung und digitale Lösungen. Seither ist Jürgensen einer breiteren Öffentlichkeit bekannt, setzt sich an zahlreichen Anlässen als Speakerin für Finanzbildung ein und publiziert regelmässig über Vorsorgethemen. Das Unternehmen hat 2023 das grösste Crowdinvesting für Gründerinnen in Europa erzielt. 2024 publizierte Jürgensen zusammen mit Laeri ein Finanzbuch, welches den Geldlücken zwischen den Geschlechtern auf den Grund geht und Lösungen präsentiert.

## Publikationen
- Nadine Jürgensen, Patrizia Laeri: Close the Gaps! Geld und Gleichstellungen für Rebellinnen, Beobachter, Zürich 2024, ISBN 978-3-03875-570-8.